# Hoplias macrophthalmus
Hoplias macrophthalmus es una especie de peces de la familia Erythrinidae en el orden Characiformes.

## Morfología
Los machos pueden llegar alcanzar los 100 cm de longitud total y 13,2 kg de peso.

## Hábitat
Es un pez de agua dulce y de clima tropical.

## Distribución geográfica
Se encuentran en Sudamérica: cuencas de los ríos  Amazonas y Orinoco, y ríos costeros de Guayana, Surinam y la Guayana Francesa.